# 邁克爾·莫阿
邁克爾·莫阿（Michael Mmoh，1998年1月10日—）是一位美國職業網球運動員。莫阿擁有愛爾蘭血統和尼日利亞血統。他曾參加2016年美國網球公開賽和2017年澳洲網球公開賽，均止步第一輪。

## 外部連結
- 邁克爾·莫阿（英文/西班牙文）的官方資料
- 邁克爾·莫阿的國際網球總會 職業／青少年 官方資料（英文）